# Drongen
Drongen, in francese Tronchiennes, è una località delle Fiandre Orientali sulle rive del Lys. Il suo territorio è ricompreso in quello del comune di Gent.
L'abbazia di Drongen, fondata come monastero nel VII secolo durante l'evangelizzazione di sant'Amando, venne distrutta dai Normanni e ricostruita dai benedettini. Passò nel XII secolo ai canonici regolari premostratensi divenendo abbazia, ospita un noviziato gesuita.